# Luca Cedrola
Luca Cedrola (Napoli, 1968) è uno scrittore italiano.

## Biografia
Dopo aver pubblicato diverse raccolte di poesie e romanzi nel 2013 inizia la sua carriera teatrale con il dramma “Il compleanno di Baudelaire” interpretato da Giuseppe Zeno e diretto da Bruno Garofalo.
Sempre nel 2013 viene rappresentato "V.è.r.d.i-Vi è ragione di interrogarsi" con Orlando Cinque spettacolo riproposto l'anno successivo ed interpretato da Mariano Rigillo e Anna Teresa Rossini.
Nel 2015 va in scena al Napoli Teatro Festival Italia il dramma “Diario di sé - Nel labirinto di Anais Nin” interpretato da Vanessa Gravina  e Graziano Piazza.
Nel 2016 esce il racconto poetico “Hotel Follia” tradotto, nel 2018, in Bulgaria.
Al suo testo "Offelia", Arturo Annecchino si ispira per comporre Offelia Suite opera per pianoforte, voce e suoni con lo stesso Annecchino e Viola Graziosi presentato in prima nazionale alla trentasettesima edizione del Festival La Notte dei Poeti nel luglio del 2019 e poi proposto a Festival di Radicondoli e al Festival Quartieri dell'Arte
L'opera è stata trasmessa da Rai Radio Tre  e ospitata in versione francese il 19 febbraio del 2020 all'Istituto di cultura italiana di Parigi. Nell’agosto del 2020 viene rappresentata al Festival internazionale “Actor of Europe” e vince il premio per la miglior drammaturgia.
Nell'aprile del 2020 esce "Lisbona, negli occhi di Fernando Pessoa"  un breve racconto dedicato al grande scrittore portoghese.
Nell'agosto del 2020 debutta al Teatro di Segesta, "Elena tradita" con Viola Graziosi e Graziano Piazza.
Nel luglio del 2021 esce "Undici"
È curatore della collana Sottotesto dedicata alla drammaturgia contemporanea per la Nardini Editore.
È fondatore e segretario dell'associazione SEE Writers (South east Europe Writers) che riunisce quattordici nazioni del sud est Europa.